# Мишел Вилијамс (глумица)
Мишел Ингрид Вилијамс (енгл. Michelle Ingrid Williams; Калиспел, 9. септембар 1980) америчка је филмска, телевизијска и позоришна глумица. Посебно је позната по свом раду у мањим независним продукцијама са мрачним или трагичним тематикама. Добитник је неколико признања, укључујући Златни глобус, а била је номинована за четири Оскара и једну Тони награду.
Рођена као ћерка политичара и трговца Лерија Р. Вилијамса, Мишел је одрасла у Калиспелу, Монтана и Сан Дијегу у Калифорнији. Каријеру је започела у младости, наступима на телевизијским гостовањима, а филмски деби имала је у породичном филму Lassie из 1994. године. Са 15 година се осамосталила од родитеља, а убрзо је стекла и јавно признање за главну улогу у телевизијској драмској драмској серији Досонов свет (1998—2003). Након тога уследили су филмови ниског профила, пре њене пробојне улоге у романтичној драми Планина Броукбек (енгл. Brokeback Mountain) из 2005. године, у којој је њено тумачење супруге геј мушкарца довело до прве номинације за Оскара.
Вилијамсова је стекла широку популарност својом улогом емоционално проблематичне жене која се суочава са губитком или усамљеношћу у драмама Венди и Луси из 2008, Тужна веза из 2010. и Манчестер на Мору (енгл. Manchester by the Sea) из 2016. године. За портрет Мерилин Монро у филму Моја недеља са Мерилин (енгл. My Week with Marilyn) (2011) освојила је награду Златни глобус за најбољу глумицу. Потом су дошле улоге којима је остварила највише зараде долазила, а међу њима су трилер Затворено острво (енгл. Shutter Island, 2010), научнофантастични филм Оз, велики и моћни (2013), мјузикл Величанствени шоумен (2017) и суперхеројским филмом Веном (2018). Мишел Вилијамс је на Бродвеју глумила у поновним извођењима мјузикла Кабаре (Cabaret) 2014. године и драме Blackbird 2016. године. За тумачење сексуално злостављане жене у потоњој представи, номинована је за награду Тони за најбољу глумицу у представи. Вилијамсова се вратила на телевизију 2019. године како би тумачила Гвен Вердон у биографској минисерији Fosse/Verdon, а за коју је номинована за награду Прајмтајм Еми за истакнуту главну глумицу.
Упркос великој медијској пажњи, Мишел Вилијамс је опрезна када је реч о њеном приватном животу. Има ћерку из везе са покојним глумцем Хитом Леџером и живи одвојено од свог супруга, музичара Фила Елверма, са којим се венчала 2018. године.

## Биографија

### 1980—1995: Детињство и младост
Мишел Ингрид Вилијамс је рођена 9. септембра 1980. године у Калиспелу у Монтани, као ћерка Карле, домаћице, и Лерија Р. Вилијамса, политичара и трговца робом. Норвешког је порекла, а њен отац два пута се неуспешно кандидовао за Сенат Сједињених Држава као представник Републиканске партије. Мишел је у Калиспелу живела са још три полубраће и са млађом сестром Пејџ. Иако је своју породицу описивала као „не толико међусобно повезану”, она је била доста блиска са оцем, који ју је научио да пеца и да лови, и васпитао је да буде страствени читалац, те је Вилијамсова касније препричавала своје успомене и сећања на одрастање у пространим крајолицима Монтане. Када је имала девет година, породица се преселила у Сан Дијего у Калифорнији. Поводом тог искуства, рекла је да је  „вероватно била мање срећна зато што је била у предтинејџерским годинама, које су углавном увек непријатне где год да одете”. У том периоду је углавном била повучена, држала се себе и била пуна самопоуздања.
Вилијамсова се заинтересовала за глуму у раном добу, када је видела локални позоришни мјузикл The Adventures of Tom Sawyer. Наступила је у аматерској продукцији мјузикла Annie, а родитељи би је возили из Сан Дијега у Лос Анђелес на аудицију за представе. Њено прво појављивање на екрану било је као Бриџит Бауерс, млада жена која заводи Хобија, сина Мича Бјукенона, у епизоди из 1993. године у телевизијској серији Чувари плаже (енгл. Baywatch). Следеће године дебитовала је у породичном филму Леси, у коме се говори о вези младог дечака (глумио га је Том Гјури) и пса по имену Леси. Вилијамсова је у филму играла Ејприл Портер, девојчицу која је заљубљена у Гјуријевог лика, а захваљујући тој улози Стевен Гајдос из Варајетија (Variety) приметио је Вилијамсову. Мишел је затим тумачила гостујуће улоге у телевизијским ситкомима Корак по корак (енгл. Step by Step) и Home Improvement, а појавила се на кратко и у научнофантастичном филму из 1995. године под називом Species, где је тумачила Сил, лика кога је у одраслој доби глумила Наташа Хенстриџ.
До 1995. године, Вилијамсова је завршила девети разред у хришћанској школи Санта Фе у Сан Дијегу, у коју није волела да иде јер се није добро слагала са осталим ученицима. Да би се усредсредила на своје глумачке активности, напустила је школу и започела школовање код куће. Са 15 година, уз одобрење родитеља, Вилијамсова се одвојила од њих, како би могла боље да настави глумачку каријеру и избегне потенцијалне проблеме са законом о раду деце. Да би се придржавала смерница о самосталности, средњошколско образовање је завршила у девет месеци ванредно. Касније је зажалила што није стекла одговарајуће образовање.

### 1996–2000:Досонов свети прелаз на одрасле улоге
Након њеног осамостаљивања, Вилијамсова се преселила у Бербанк у Лос Анђелесу. Описујући своје почетно искуство у граду, она је навела да „постоје неки заиста одвратни људи на свету, а срела сам неке од њих”. Да би се издржавала, почела је да глуми у нискобуџетним филмовима и рекламама. Имала је мању улогу у телевизијским филмовима My Son is Innocent (1996) и Killing Mr. Griffin (1997), као и у драми A Thousand Acres (1997), где је глумила са Мишел Фајфер и Џесиком Ланг. Касније је Вилијамсова свој рани рад описала као „срамотан”, рекавши да је преузела ове улоге да би се издржавала јер „није имала никаквог укуса [нити] идеала”. Године 1997, незадовољна улогама које су јој понуђене, Вилијамсова је сарађивала са још две глумице како би написала сценарио под називом Blink, који говори о проституткама које живе у борделу у Невади, а који, упркос томе што је продат компанији за продукцију, никада није екранизован. Пошто је уз свог оца научила доста када је реч о трговини, седамнаестогодишња Мишел Вилијамс такмичила се у Шампионату Робинс, такмичењу у трговању терминским уговорима; са приносом од 1000%, постала је прва жена која је освојила титулу и трећа на листи победника свих времена (отац јој је био на првом месту).
Године 1998. године Вилијамсова је почела да глуми у телевизијској тинејџерској драмској серији Досонов свет, коју су креирали Кевин Вилијамсон и глумци Џејмс Ван Дер Бик, Кејти Холмс и Џошуа Џексон. Серија је имала шест сезона и емитована је од јануара 1998. до маја 2003. године и приказивала је Вилијамсову као Џен Линдли, рано сазрелу и промискуитетну тинејџерку из Њујорка која се преселила у измишљени град Кејпсајд. Серија је снимана у малом граду Вилмингтону у Северној Каролини, где се Вилијамсова преселила и тамо боравила наредних шест година. У рецензији прве сезоне за Њујорк тајмс, Керин Џејмс назвао ју је сапуницом која је је своје недостатке „надокнадила интелигенцијом и оштрим писањем”, али је сматрао да је Вилијамсова „преозбиљна да би се уклопила у екипу уистински неозбиљних глумаца”. Реј Ричмонд из Варајетија означио је то „заразном драмом великог срца“ и сматрао је да су сва четири главна јунака допадљиви. Серија је била доста гледана и подигла популарност Вилијамсовој. Њено прво филмско издање од почетка серије Досонов свет било је Halloween H20: 20 Years Later (1998), филм са Џејмијем Лијем Кертисом у главној улози. У седмом филму серијала о Ноћи вештица, Вилијамсова је тумачила једну од неколико тинејџерки које је трауматизовао убица. Филм је зарадио 55 милиона долара у земљи, док је за снимање потрошено свега 17 милиона долара.
Вилијамсова је Досонов свет описала као „најбољу глумачку школу“, али је такође признала да није у потпуности уложила себе у то, пошто је њен укус „био у супротности са оним што радим сваки дан“. Снимала је серију током девет месеци сваке године, а преостало време је играла нетипске улоге у независним филмовима, сматрајући да јој више одговарају. Рекла је да јој је финансијска стабилност сталног посла омогућила да глуми у таквим филмовима. Вилијамсова је своју прву такву улогу пронашла у комедији Dick (1999), пародији на скандал Вотергејт, у којем су она и Кирстен Дунст играли тинејџере опседнуте Ричардом Никсоном. Хвалећи политичку сатиру филма, Лиса Шварцбаум из компаније Ентертејнмент Викли похвалила је обе глумице за играње њихових улога са „ексцентричним одушевљењем”. Филм Dick није успео да поврати инвестицију од 13 милиона долара, а исте године Вилијамсова је одиграла мању улогу у But I'm a Cheerleader, сатиричној комедији о терапији лечења хомосексуалности.
Желећи да игра изазовне улоге у пројектима оријентисаним према одраслима, Вилијамсова је провела лето 1999. године глумећи у бродвејској драми по имену Killer Joe. Драму је написала Трејси Летс, и она представља мрачну комедију о нефункционалној породици која убија свог матријарха због новца од осигурања; Вилијамсова је тумачила најмлађу ћерку породице. Продукција је садржавала језиво насиље и тражила је од Вилијамсове да се у филму појави нага. Њени конзервативни родитељи нису били задовољни тиме, али Вилијамсова је изјавила да је сматрала да је представа била „катарзична и ослобађајућа”. Следећа њена улога била је у HBO-овом телевизијском филму Кад би ови зидови могли да говоре 2 (2000), драми о три лезбијска пара у различитим временским периодима. Вилијамсова је пристала на снимање након што је била уверена да сцена секса између Клои Севињи и ње је важна за причу и да није само још једна од узбудљивих сцена у филму. У својој осредњој рецензији, Кен Такер је критиковао Вилијамсову због пренаглашене похоте њеног лика. Након што су је питали о њеним улогама у којима је било сцена секса, Вилијамсова је рекла: „Не мислим да је било која од њих секси, згодна девојка. Они су тек у раној доби дефинисане чињеницом да су их други тако видели.” Након тога се трудила да игра улоге које нису биле сексуализоване.

### 2001–2005: Независни филмови иПланина Броукбек
У британском филму Me Without You из 2001. године, који говори о опсесивном женском пријатељству, глумила је Вилијамсова заједно са Аном Фрајл. Вилијамсова је играла Холи, несигурног библиофила, улогу која је била веома блиска њеној личности. Писац-режисер Сандра Голдбахер у почетку није била вољна да Американка глуми у британском филму, али је потом била импресионирана самодопадљивим хумором и „европском мирноћом” Вилијамсове. Роџер Иберт похвалио је британски нагласак Вилијамсове и коментарисао да је она „симпатична и паметна у исто време”. Вилијамсова се следеће године вратила на позорницу у фарси Мајка Лија Smelling a Rat. Њена улога ветропирне тинејџерке која истражује своју сексуалност, довео је до тога да Карл Левет из часописа Бекстејџ (Backstage) изјави да је Мишел Вилијамс „првокласна креативна комичарка”. Вилијамсова је играла споредну улогу Prozac Nation Кристине Ричи, драми о депресији заснованој на мемоару Елизабет Вурцел.
Досонов свет завршио је са емитовањем 2003. године, а Вилијамсова је била задовољан како је серија на крају изгледала. Убрзо након тога се преселила у Њујорк. Те године имала је споредне улоге у два уметничка филма — драми The United States of Leland и комедији-драми The Station Agent. У првом филму, чији главни лик тумачи Рајан Гослинг, глумила је ожалошћену сестру убијеног дечака; Лијам Лејси из The Globe and Mail описао га је као „ни проницљив нити добро урађен филм”. The Station Agent, који говори о усамљеном патуљку (глумио га је Питер Динклиџ), представио је Вилијамсову као библиотекарку који развија привлачност према њему. Филм је добио позитивне критике, а глумачка постава филма номинована је за награду Удружења филмских глумаца за најбољу филмску поставу. На позорници је Вилијамсова 2004. године глумила Варју у Чеховљевој драми Вишњик, заједно са Линдом Емонд и Џесиком Честејн, на позоришном фестивалу у Вилијамстауну. Позоришни критичар Бен Брентли написао је да „она с љубављу глуми своју природну живост против анксиозности која је младу Варју претворила у раздражљиву и сулентну особу".
Немачки режисер Вим Вендерс написао је филм Земља изобиља (2004), који истражује анксиозност и разочарање у Америци после 11. септембра, имајући на уму Вилијамс. Кевин Томас из Лос Анђелес тајмса похвалио је Вендерсово промишљено испитивање ове теме и узео је у обзир појављивање Вилијамсове у екранизацији. Мишел је за улогу у овом филму била номинована за награду Индепендент Спирит за најбољу главну женску улогу. Глумица се потом појавила у Imaginary Heroes, драми о породици која се бори са самоубиством њиховог сина, а потом је играла и упечатљиву младу жену усмерену на ментално здравље у филму A Hole in One. Вилијамсова се вратила комедијском жанру с филмом The Baxter, у којем је глумила паметну секретарицу. Филм је добио негативне критике; Весли Морис из Бостон Глоуба написала је: „Само кад је Вилијамсова около, филм изгледа људски, истинито и смешно. Чак и у њеној урнебесној комедији постоји бол.” Као и њени други филмови из овог периода, и овај филм је добио само ограничено издање и није био приказиван у великом броју.
Вилијамсова је стекла ширу популарност и признање касније 2005. године када се појавила у филму Планина Броукбек Енга Лија, а који говори о романси између двојице мушкараца, Ениса и Џека (глумили су их Хит Леџер и Џејк Џиленхол). Импресиониран њеним наступом у филму The Station Agent, режисер кастинга Ејви Кофман је препоручио Вилијамсову Лију. Он је у њој пронашао рањивост и представио је као Алму, Енисову супругу, која открива хомосексуалност и неверност свога мужа. Вилијамсова је емотивно погођена причом, и упркос ограниченом појављивању у филму, била је привучена тумачењем жене која је била ограничена друштвеним обичајима времена. Етикетирањем Вилијамсове као личношћу која се издваја међу главним улогама, Ед Гонзалез из часописа Слент Магазин похвалио ју је за „фасцинантно ублажавање њене неизговорене озлојеђености због свог лажног брака с наговештајем саосећања према Енисовој тајној патњи”. Brokeback Mountain се до тада показао као њен најгледанији филм, зарадивши 178 милиона долара у поређењу са својим буџетом од 14 милиона долара. Освојио је три Оскара, а сама Мишел Вилијамс је била номнинована за најбољу споредну глумицу. Вилијамсова је започела везу са Леџером док су радили на филму. Пар је живео у Берум Хилу, Бруклин, Њујорк, а 2005. године су добили ћерку.

### 2006—2010: Рад са ауторима
Вилијамсова је имала два филмска издања 2006. године. Прво је глумила насупрот Полу Ђаматију у драми The Hawk Is Dying. Пет месеци након што је родила ћерку, вратила се раду на режисерском подухвату Итана Хока The Hottest State, заснованом на његовом сопственом роману. Лесли Фелерин из Варајетија сматрала је да је њена улога прекратка. После успеха филма Планина Броукбек и бројних награда, Вилијамсова није била сигурна шта даље. Након шест месеци неодлучности, пристала је на мању улогу у филму I'm Not There Тода Хејнса (2007), мјузиклу инспирисаном животом Боба Дилана. Затим ју је привукла улога загонетне заводнице зване Ес у крими трилеру Deception из 2008. године. Филм, са Хју Џекменом и Јуаном Макгрегором у главним улогама, критичари су сматрали осредњим и предвидљивим. У следећем издању, Incendiary, по истоименом роману Криса Клива, Вилијамсова је поново наступала са Макгрегором да би глумила жену чија је породица убијена у терористичком нападу. Роберт Хенкс је у својој рецензији за Индепендент то назвао „неуредним” и рекао да је Вилијамсова заслужила боље.
Друга два филмска издања Вилијамсове из 2008. била су боље примљена. Сценариста Чарли Кофман био је импресиониран комиком Вилијамсове у филму Dick и због тога ју је позвао у свој режисерски деби Synecdoche, New York, експерименталној драми чију је главну улогу тумачио Филип Сејмур Хофман. Драма је добила изузетно мешовите критике, мада ју је Роџер Иберт прогласио најбољим филмом деценије. Два дана након што је завршила са снимањем овог филма, Вилијамсова је започела снимање филма Венди и Луси Кели Рајчард, играјући улогу сиромашне и усамљене младе жене која путује са својим псом и тражи посао. Са невероватним буџетом од 300.000 долара, филм је снимљен на локацији у Портланду, Орегон, са великом волонтерском екипом. Вилијамсова је непосредно пре тога прекинула са Леџером и пријала јој је анонимност коју је пројекат носио са собом. Била је задовољна минималистичким приступом Рајчардове и идентификовала се са самодовољношћу и храброшћу њеног карактера. Сем Адамс из Лос Анђелес тајмса сматрао је перформанс Вилијамсове „изванредним не само због дубине већ и мирноће“, а Мик Ласал ју је похвалио да је ефективно пренела  „смисао живота и како је увек бити близу економског руба“.
Док је снимала у Шведској за свој следећи пројекат, Mammoth (2009), до ње су стигле вести да је Леџер умро због акциденталне интоксикације лековима. Иако је Вилијамсова наставила са снимањем филма, касније је рекла, „Било је ужасно. Не сећам се већине снимања.” У свом првом јавном саопштењу, недељу дана након Леџерове смрти, она је исказала своју тешку тугу и навела да ће Леџеров дух наставити да живи у њиховој ћерки. Касније тог месеца она је присуствовала сахрани и комеморацији.
Mammoth је био филм који је режирао шведски режисер Лукас Модисон, а Мишел Вилијамс и Гаел Гарсија Бернал глумили су брачни пар који се бави проблемима који произлазе из глобализације. Њена улога била је улога етаблираног хирурга, лика кога је сматрала превише младим да би она играла. Исте године глумила је са Натали Портман у филму Greed који је режирао Роман Полански. За свој следећи пројекат, Мартин Скорсезе је позвао Вилијамсову за улогу насупрот Леонарду Дикаприју у психолошком трилеру Затворено острво. Заснован на роману Дениса Лехејна, овај филм приказао ју је као депресивну домаћицу која утапа властиту децу. Продукција високог профила за њу је представљала одступање, па јој је било тешко да се прилагоди споријем ритму снимања. У припреми је читала студије случаја о чедоморству. Након што је 2008. године завршила рад на филму, Вилијамсова је признала да је играње серије проблематичних жена у комбинацији са њеним личним тешкоћама на њој имало емоционални данак. Требало је годину дана рада да се фокусира на своју ћерку. Филм Затворено острво објављен је 2010. године и био је изузетно комерцијално успешан, са укупним приходом од преко 294 милиона долара широм света.
Вилијамсова је први пут прочитала сценарио романтичне драме Тужна веза Дерека Сјанфранса са 21 годину. Када јој је финансирање стигло након година одлагања, она је оклевала да прихвати понуду, јер би јој снимање у Калифорнији одузело превише времена које је хтела да посвети својој ћерки. Желећи да је има у филму, Сјанфранс је одлучио да филм сними у близини Бруклина, где је Вилијамсова живела. Тужна веза је, са Рајаном Гослингом у другој главној улози, говорио о невољама са којима се суочава разочарани брачни пар. Пре него што је започела продукција, Вилијамсова и Гослинг су месец дана заједно живели уз стипендију која је одговарала приходима њиховог карактера. Ова вежба довела је до сукоба међу њима, што се показало погодним за снимање погоршања њиховог брака. На сету су она и Гослинг вежбали методу глумећи импровизацију неколико сцена. Филм је премијерно приказан на Санденс филмском фестивалу 2010. године и добио је одличне критике. А. О. Скот је Вилијамсову сматрао „срчано прецизном у свакој сцени” и похвалио је брачни пар да су „прави пример искрености Нове методе, способни да буду потпуно и болно присутни сваког тренутка на екрану заједно". Вилијамсова је за ову улогу била номинована за најбољу глумицу на додели Оскара и за награду Златни глобус.
У свом последњем филмском издању из 2010. године, Вилијамсова је поновно радила са Рајчардовом за вестерн Meek's Cutoff. Филм је постављен у 1854. годину и заснован је на историјском инциденту на Орегонској стази, у којем је погранични водич Стивен Мик возио воз кроз пустињу. Вилијамсова је глумила једног од путника у вагону, одвратну младу мајку, која је сумњичава према Мику. У припреми за филм Вилијамсова је похађала часове пуцања из пиштоља и научила је да штрика. Снимање у екстремним температурама у пустињи показало се напорним за Вилијамсову, иако је уживала у изазову. Пишући за Аризона рипаблик, Бил Гудикунц похвалио је суптилност, како самог филма, тако и глуме Вилијамсове.

### 2011—2016:Моја недеља са МерилиниБродвеј
Године 2011, Вилијамсова је глумила Мерилин Монро у филму Моја недеља са Мерилин, драми која приказује проблематичну продукцију комедије The Prince and the Showgirl из 1957. године, засновану на извештајима Колина Кларка, који је радио на потоњем филму. Мишел је у почетку била скептична када је реч о глумљењу Монро, јер је имала мало заједничког са њеним изгледом или личношћу, али је Вилијамсова ипак провела шест месеци истражујући је читајући њене биографије, дневнике и белешке и проучавајући њено држање, ход и манире. Такође је делимично добила и на тежини, избељивала је косу, а на данима снимања проводила је по више од три сата шминкајући се. Вилијамсова је отпевала три песме за саундтрек филма и рекреирала наступ певања и плесања Монроове у филму Heat Wave. Роџер Иберт сматрао је да је перформанс Вилијамсове главни адут филма и да је она заслужна што су успешно евоцирани вишеструки аспекти Монроове личности. Петер Траверс сматра да је Вилијамсова, упркос томе што физички не личи на Монро, „са жестоком умешношћу и осећајем [осветлила] схватања Монроове и њене несигурности у себе на врхунцу њене славе”. Вилијамсова је освојила награду Златни глобус за најбољу глумицу и за ову исту улогу освојила своју другу узастопну номинацију за Оскара.
У романси Саре Поли Прати ме (2011), у којој су глумили Сет Роген и Лук Кирби, Вилијамсова је глумила удату списатељицу која се свидела комшији. Иако је глумица сматрала да је филм ведар, Џени Макартни из Дејли Телеграфа сматрала је да филм има тамнију ноту и упоредила је са темом филма Тужна веза. Да би играла улогу која ће се свидети њеној ћерки, Вилијамсова је глумила Глинду Добру вештицу у фантазији Оз, велики и моћни (2013) Сема Рамија. Заснован на дечјим књигама из Оза, филм је послужио као преднаставак класичном филму из 1939. године Чаробњак из Оза. То је обележило њено прво појављивање у филму који укључује специјалне ефекте и она је била захвална Рамију зато што јој је омогућио да то снимање буде лежерно. Филм је зарадио преко 490 милиона долара широм света, а показао се као једно од њених највећих издања. Suite Française, драма коју је Вилијамсова снимила 2013. године, објављена је на неколико територија 2015. године, али није била приказивана у биоскопима у Америци. Касније је признала да није задовољна како је филм настао, додајући да јој је било тешко предвидети квалитет пројекта током продукције. Жељна да ради у другом медију, а и због тога што јој је било тешко да добије филмске улоге које би јој омогућиле да одржи своје родитељске обавезе, Вилијамсова је наредних неколико година провела радећи на позорници.
Жеља Вилијамсове да глуми у мјузиклу довела ју је до улоге Сели Боулс у оживљавању Кабареа 2014. године. Представа, која је изведена у Студију 54, обележила је њен деби на Бродвеју. Режирана од стране Сем Мендеса и Роба Маршала, представа приповеда причу о слободоумном извођачу (Мишел Вилијамс) из Берлина из периода 1930-их, током успона нацистичке странке. Пре него што је продукција почела, она је провела четири месеца приватно увежбавајући се са инструкторима музике и плеса. Прочитала је дела Кристофера Ишервуда, чији је роман Goodbye to Berlin заправо основа за мјузикл, и посетила Берлин како би истражила Ишервудов живот и надахнуће. Добила је мешовите критике за свој наступ; Џес Грин из Њујорк магазина похвалила је њено певање и посвећеност улози, али је Линда Винер из Њуздеја сматрала да њеном тумачењу недостаје дубина. Строгост задатка навела је Вилијамсову да Кабаре сматра својим најтежим пројектом.
Захваљујући изазовном раду на Кабареу, Вилијамсова је жељно наставила да ради на позорници. Током 2016. године глумила је у поновном извођењу представе Blackbird Дејвида Херовера. Смештена у потпуности у снек-бару канцеларије, представа је фокусирана на младу жену Уну (Вилијамсова) која се суочава са много старијим мушкарцем (којег глуми Џеф Денијелс) због емотивне везе са њом кад је имала 12 година. Вилијамсова, која није видела претходна извођења представе, била је привучена двосмисленошћу свог лика и тешко се дистанцирала од њега након сваког извођења. Хилтон Алс из Њујоркера сматра да је врхунац продукције заправо то што је сама глумица била „одважно и непристојно отеловљење њеног лика коме се није лако прилагодити”. Вилијамсова је за ову представу била номинована за награду Тони за најбољу глумицу у представи.
Вилијамсова се на филм вратила 2016. године са споредним улогама у две мање драме — Одабране жене и Манчестер на Мору. Први филм је представљао трећу сарадњу глумице са Кели Рајчард и приказивао је три међусобно повезана приповедања заснована на кратким причама Мејле Мелој. Као и у претходним колаборацијама, филм је имао минимални дијалог и захтевао је од Вилијамсове да своја осећања искаже ћутањем. Филм Манчестер на Мору Кенет Лонерган имао је Кејсија Афлека у главној улози Лија, депресивног мушкарца који се одваја од своје супруге Ренди (Мишел Вилијамс) након смрти њихове деце. Вилијамсова је пристала на сарадњу са Лонерганом, чијим се радовима дивила, а у припреми је посетила Манчестер како би интервјуисала локалне мајке о њиховим животима. Такође је радила са тренером како би попримила акценат из Масачусетса. Упркос суморности филма, Вилијамсова се поистоветила са жељом свог лика да поврати свој живот пред трагедијом. Неколико новинара за врхунац филма навело је климатични монолог Вилијамсове у којем се Ренди супротставља Лију; Џастин Ченг је овај сматрао „задивљујућом сценом која из филма излази као мала арија тешке туге". Вилијамсова је за ову улогу добила своју четврту номинацију за Оскара, своју другу у категорији најбоље споредне глумице.

### 2017—данас: Мејнстрим филмови иFosse/Verdon
Након кратког појављивања у драми Тода Хејнса Wonderstruck (2017), Вилијамсова се појавила у мјузиклу Величанствени шоумен. Инспирисан креацијом П. Т. Барнума у Barnum & Bailey Circus, филм приказује Вилијамсову као Черити, Барнумову жену (кога глуми Хју Џекмен). Она је веселу нарав свога лика упоредила са ликом Грејс Кели, и отпевала је две песме за саундтрек филма. Филм је био један од њених најуспешнијих и зарадио је преко 434 милиона долара широм света. Вилијамсова је убрзо потом имала своју прву главну улогу у филму из 2013. у крими трилеру Ридли Скота Цена живота. Глумила је Гејл Херис, чији је син, Џон Пол Гети III, отет због откупнине. Ову улогу је сматрала великом шансом, јер раније није снимила филм са толико великим буџетом. Месец дана пре објављивања филма, Кевин Спејси, који је глумио Џона Пола Гетија, оптужен је за сексуално недолично понашање. Њега је заменио Кристофер Пламер, а Вилијамсова је поновила њене сцене неколико дана пре истека рока. Касније је објављено да је њен саиграч Марк Волберг плаћен 1,5 милиона долара за поновна снимања, док је Вилијамсова за исте добила 1.000 долара, што је покренуло расправу о разликама у платама између полова у филмској индустрији. Дејвид Еделстајн из Њујорка коментарисао је да је контроверза скренула пажњу са рада Вилијамсове и похвалио је да је дочарала тугу свог лика „кроз напетост у свом телу и интензитетом гласа”. Вилијамсова је за ову улогу добила номинацију за Златни глобус за најбољу глумицу.
Године 2018. Вилијамсова се удала за музичара Фила Елверма на тајној церемонији у планинама Адирондак; пар се растао већ наредне године. Њена прва филмска улога 2018. године била је охола, али несигурна директорка у I Feel Pretty Ејми Шумер, комедији која сатиризује проблеме са самопоуздањем о изгледу код жена. Комична улога, која је од ње захтевала да проговори високим тоном, навела је Питера Дебриџа из Варајетија да ову улогу сматра „најсмешнијом улогом њене каријере“. Био је то скроман успех када је реч о приходима које је филм зарадио. У сталном напору да ради у различитим жанровима, Вилијамсова је глумила Ен Вејинг у суперхеројском филму Веном, са Томом Хардијем у главној улози. Под утицајем покрета Me Too, она је доприносила филму и ван екрана и давал савете у вези са гардеробом и дијалогом свог лика, али је критичар Питер Бредшо улогу сматрао „невјеројатно досадном и покорном". Веном је зарадио преко 855 милиона долара широм света, чинећи га филмом са највише зараде у коме се Вилијамсова појавила.
Вилијамсова се на Санденс филмски фестивал вратила 2019. године са филмом After the Wedding, који је представљао римејк истоименог данског филма Сузане Бир, у којем су Вилијамсова и Џулијана Мур играли улоге које су у оригиналу тумачили мушкарци. Бенџамин Ли из Гардијана сматра да је то подсетник на способност Вилијамсове „да дочара утанчаност и емпатију на интимнији начин", након што је претходних година играла „неприкладне улоге”. Fosse/Verdon, FX-ова минисерија о проблематичним личним и професионалним односима Боба Фосија и Гвен Вердон, обележила је прву главну улогу Вилијамсове на телевизији још од серије Досонов свет. Вилијамсова је такође била извршни продуцент серије; била је задовољна што није морала да преговара о примању једнаке плате са колегом Семом Роквелом. Рекла је да ју је искуство у извођењу Кабареа на Бродвеју припремило за ову улогу. Џон Дојл из часописа Глоуб енд Мејл написао је да „Вилијамсова глуми Вердонову са чудесно контролисаним осећајем за женину потпуну посвећеност њеној уметности и занату, док увек стоји на ивици емоционалног понора”. Мишел је за ову улогу номинована за награду Прајмтајм Еми за најбољу главну глумицу у мини-серији или ТВ филму. Вилијамсова је понвила улогу Ен Вејинг у филму Веном 2 2021. године.

#### Надолазећи пројекти
Наредна улога коју ће Вилијамсова глумити јесте певачица Џенис Џоплин у биографском филму у режији Шона Даркина, као и астронаута Кристу Маколиф у филму The Challenger, који говори о катастрофи спејс-шатла Чаленџер. Такође се обавезала да ће глумити у филму This is Jane Кимберли Пирс, историјској драми о служби Џејн Колектив.

### Каријера
Вилијамсова је почела да глуми средином деведесетих, играјући углавном епизодне улоге у ТВ–серијама, или у филмовима независне продукције. Године 1998. добија прву велику улогу у тинејџерској серији Досонов свет, те заједно са Кејти Холмс привлачи пажњу филмских критичара и режисера. Исте године добија споредну улогу у слешеру Ноћ вештица Х20: двадесет година касније. Потом игра у лезбијском ТВ–филму Ако би ови облаци говорили, у драми Нација прозака са Кристином Ричи, а 2005. стиче светску славу захваљујући улози Алме дел Мар у контроверзном филму Планина Броукбек. То остварење Анга Лија бави се хомосексуалном везом два Американца током шездесетих и седамдесетих година 20. века, а Мишел је глумила жену која почиње да сумња, а потом и схвата да је њен муж геј. За ту улогу је поред номинација за бројне награде била номинована и за Оскар за најбољу споредну глумицу, али га није добила.

## Медијска слика и стил глуме
Описујући персону Вилијамсове ван екрана, Деби Маквод из Стајлиста написала је 2016. године да је „предвидљиво ситна, али је њена сталоженост и држање чине већом од живота”. Новинар Ендру Ентони описао ју је као непретенциозну, умерену и скромну.  Чарлс Макгрет из Њујорк тајмса сматра да Вилијамсова не личи на филмску звезду и назвао ју је „срамежљивом, озбиљном, промишљеном и [...] помало опрезном у јавности”. Вилијамсова је говорила о томе како покушава да уравнотежи чежњу да буде у приватности и жељу да искористи свој статус славне личности како би слободно говорила против питања као што су сексизам, разлика у платама између полова и сексуално узнемиравање. Поводом Дана једнаких плата 2019. године, она се осврнула на полемику око разлике у платама која је била актуелна током филма Цена живота и одржала говор у главном граду Сједињених Држава, позивајући на доношење Закона о правичности плаћања.
Након смрти Хита Леџера, Вилијамсова је постала предмет интензивног надзора медија и често су је прогањали папараци. Није јој се свидела пажња, наводећи да је то ометало њен рад и учинило је обузету собом. Иако је одбила да јавно расправља о својим љубавним везама, искрено је изразила тугу због Леџерове смрти, рекавши да је то оставило трајну рупу у њеном и животу њене ћерке. Вилијамсова је тада потврдила своју одлучност да се брине о својој ћерки упркос потешкоћама и проблемима са којима се самохрана мајка може сусрести. У 2018. години отворено је говорила о својој романтичној вези и браку са Филом Елвермом како би пружила ожалошћеним женама инспирацију у њеној причи.
Вилијамсова више воли да ради у малим независним филмовима него у продукцијама великог буџета, сматрајући да су они „природан израз [њеног] интересовања”. Елејн Липворт из Дејли телеграфа препознала је у каријери Вилијамсове уочила тему „мрачних, често трагичних ликова”, док Кејти О’Мели из Ела верује да се Вилијамсова специјализовала за „играње снажних, независних и искрених женских ликова”. На питање о свом избору улога, Вилијамсова је рекла да је она окренута ка „промашајима људи, слепим тачкама, недоследностима". Она пристаје на пројекат на основу сопственог инстинкта, називајући овај поступак „непромишљеним процесом”. Описујући свој глумачки процес 2008. године, рекла је:
Глума ме понекад подсећа на терапију по томе што што више говорите о трауматичном или дубоком догађају, то исти више губи емоционалну напетост. [Трик је] живети у толикој мистерији, ослањати се на осећај, инстинкт, веру, заиста да је све што ми треба већ унутар мене, и најбоље је да једноставно не блокирам излаз.
Ерика Вагнер из компаније Harper's Bazaar похвалила је Вилијамсову да је спојила „запањујуће емотиван наступ са осећајем утемељености”, а критичар Дејвид Томпсон пише да она „може играти било кога, без непотребног гламура или осећаја велике звезде”. Адам Грин из Вога сматра да је способност Вилијамсове да открије „унутрашње животе својих ликова у незаштићеним тренуцима” њен заштитни знак и похваљује је што није „’трговала’ својим сексепилом” упркос спремности да глуми у голим сценама. Кенет Лонерган, која је режирала филм Манчестер на Мору, рекла је да свестраност Вилијамсове омогућава да се „трансформише, у целости и у нову особу” у улогу коју игра. Описујући њену каријеру током 2016. године, Борис Качка из Ела назвао ју је метаморфозом од „прослављене инди безазлене особе до мишићаве, камелеонске филмске звезде”.
Вилијамсова је била амбасадор бренда за модну кућу Band of Outsiders и луксузни бренд Луј Витон. Појавила се у неколико рекламних кампања за потоњу компанију, а 2015. године глумила је заједно са Алишом Викандер у њиховом кратком филму названом Дух путовања (енгл. The Spirit of Travel).

## Награде и признања
Према сајту за преглед рецензија Ротен томејтоуз и сајту Бокс офис моџо, најпопуларнији и филмови са највише зараде у којима је Вилијамсова глумила укључују The Station Agent (2003), Планина Броукбек (2005), Венди и Луси (2008), Тужна веза (2010), Затворено острво (2010), Meek's Cutoff (2010), Моја недеља са Мерилин (2011), Оз, велики и моћни (2013), Манчестер на Мору (2016), Одабране жене (2016), Величанствени шоумен (2017), и Веном (2018). Када је реч о њеним улогама у представма, она се појавила на Бродвеју у поновним извођењима представа Кабаре 2014. и Blackbird 2016. године.
Вилијамсова је четири пута номинована за Оскара: за најбољу споредну глумицу за филмове Планина Броукбек (2005) и Манчестер на Мору (2016); и за најбољу глумицу за улоге у филмовима Тужна веза (2010) и Моја недеља са Мерилин (2011). За филм Моја недеља са Мерилин освојила је награду Златни глобус за најбољу глумицу (2011), а такође има и пет номинација за Златни глобус: за најбољу глумицу у драми за филмове Тужна веза (2010) и Цена живота (2017); као и за најбољу споредну глумицу, за улоге у филмовима Планина Броукбек (2005) и Манчестер на Мору (2016). Вилијамсова је такође била номинована и за Тони награду за најбољу глумиицу у представи и то за своју улогу у представи Blackbird.

## Филмографија

### Филмови
| Филмови који још увек нису објављени | Означава филмове који још увек нису објављени |

| Наслов                        | Год. | Улога             | Режисер(и)                | Напомене                 | Реф.    |
| ----------------------------- | ---- | ----------------- | ------------------------- | ------------------------ | ------- |
| Lassie                        | 1994 | Ејприл Портер     | Денијел Петри             |                          | [ 170 ] |
| Timemaster                    | 1995 | Ени               | Џејмс Гликенхаус          |                          | [ 171 ] |
| Species                       | 1995 | Јанг Сил          | Денис Фелдман             |                          | [ 172 ] |
| A Thousand Acres              | 1997 | Пеми              | Жоселин Мурхаус           |                          | [ 173 ] |
| Halloween H20: 20 Years Later | 1998 | Моли Картвел      | Стив Мајнер               |                          | [ 174 ] |
| Dick                          | 1999 | Арлен Лоренцо     | Ендру Флеминг             |                          | [ 175 ] |
| But I'm a Cheerleader         | 1999 | Кимберли          | Џејми Бебит               |                          | [ 176 ] |
| Perfume                       | 2001 | Хали              | Хантер Карсон Мајкл Ример |                          | [ 177 ] |
| Me Without You                | 2001 | Холи              | Сандра Голдбачер          |                          | [ 178 ] |
| Prozac Nation                 | 2001 | Руби              | Ерик Скјолдбјорг          |                          | [ 179 ] |
| The United States of Leland   | 2003 | Џули Полард       | Метју Рајан Хоџ           |                          | [ 180 ] |
| The Station Agent             | 2003 | Емили             | Том Макарти               |                          | [ 181 ] |
| Земља изобиља                 | 2004 | Лана              | Вим Вендерс               |                          | [ 182 ] |
| Imaginary Heroes              | 2004 | Пени Тревис       | Ден Херис                 |                          | [ 183 ] |
| A Hole in One                 | 2004 | Ена Вотсон        | Ричард Лидс               |                          | [ 184 ] |
| The Baxter                    | 2005 | Сесил Милс        | Мајкл Шоуволтер           |                          | [ 185 ] |
| Планина Броукбек              | 2005 | Алма Бирс дел Мар | Енг Ли                    |                          | [ 186 ] |
| The Hawk Is Dying             | 2006 | Бети              | Џулијан Голдберџер        |                          | [ 187 ] |
| The Hottest State             | 2006 | Саманта           | Итан Хок                  |                          | [ 188 ] |
| I'm Not There                 | 2007 | Коко Рајвингтон   | Тод Хејнс                 |                          | [ 189 ] |
| Deception                     | 2008 | Ес                | Марсел Ленгениџер         |                          | [ 190 ] |
| Incendiary                    | 2008 | Млада мајка       | Шерон Мегвајр             |                          | [ 191 ] |
| Synecdoche, New York          | 2008 | Клер              | Чарли Кофман              |                          | [ 192 ] |
| Венди и Луси                  | 2008 | Венди Керол       | Кели Рајчард              |                          | [ 193 ] |
| Mammoth                       | 2009 | Елен Вајдалес     | Лукас Мудисон             |                          | [ 194 ] |
| Тужна веза                    | 2010 | Синди             | Дерек Сијанфранс          | Такође извршни продуцент | [ 88 ]  |
| Затворено острво              | 2010 | Долорес Канал     | Мартин Скорсезе           |                          | [ 195 ] |
| Meek's Cutoff                 | 2010 | Емили Титроу      | Кели Рајчард              |                          | [ 196 ] |
| Моја недеља са Мерилин        | 2011 | Мерилин Монро     | Сајмон Кертис             |                          | [ 197 ] |
| Прати ме                      | 2011 | Марго             | Сара Поли                 |                          | [ 198 ] |
| Оз, велики и моћни            | 2013 | Ени / Глинда      | Сем Раими                 |                          | [ 200 ] |
| Suite Française               | 2015 | Лусил Анжелије    | Сол Диб                   |                          | [ 201 ] |
| Манчестер на Мору             | 2016 | Ренди             | Кенет Лоунерган           |                          | [ 202 ] |
| Одабране жене                 | 2016 | Џина Луис         | Кели Рајчард              |                          | [ 203 ] |
| Wonderstruck                  | 2017 | Елејн             | Тод Хејнс                 |                          | [ 204 ] |
| Величанствени шоумен          | 2017 | Черити Барнам     | Мајкл Грејси              |                          | [ 205 ] |
| Цена живота                   | 2017 | Гејл Херис        | Ридли Скот                |                          | [ 206 ] |
| I Feel Pretty                 | 2018 | Ејвери Леклер     | Еби Крон Марк Силверстајн |                          | [ 207 ] |
| Веном                         | 2018 | Ен Вејинг         | Рубен Флешер              |                          | [ 208 ] |
| After the Wedding             | 2019 | Изабел            | Барт Фројдлих             |                          | [ 209 ] |
| Веном 2                       | 2021 | Ен Вејинг         | Енди Серкис               |                          |         |
| Фабелманови                   | 2022 | Мици Фабелман     | Стивен Спилберг           |                          |         |

### Телевизија
| Телевизијске емисије које још увек нису објављене | Означава телевизијске емисије које још увек нису објављене |

| Наслов                              | Год.      | Улога             | Напомене                              | Реф.            |
| ----------------------------------- | --------- | ----------------- | ------------------------------------- | --------------- |
| Baywatch                            | 1993      | Бриџет            | Епизода: "Race Against Times: Part 1" | [ 210 ]         |
| Step by Step                        | 1994      | J. J.             | Епизода: "Something Wild"             | [ 211 ]         |
| Home Improvement                    | 1995      | Џесика Луц        | Епизода: "Wilson's Girlfriend"        | [ 212 ]         |
| Raising Caines                      | 1995      | Триш Кеинс        | Главна улога; сезона 1                | [ 213 ]         |
| My Son Is Innocent                  | 1996      | Дона Винстон      | Телевизијски филм                     | [ 214 ]         |
| Killing Mr. Griffin                 | 1997      | Маја              | Телевизијски филм                     | [ 215 ]         |
| Досонов свет                        | 1998–2003 | Џен Линдли        | Главна улога; 6 сезона                | [ 216 ]         |
| Кад би ови зидови могли да говоре 2 | 2000      | Линда             | Телевизијски филм                     | [ 217 ]         |
| Cougar Town                         | 2013      | Лорина полусестра | Епизода: "Blue Sunday"                | [ 218 ] [ 219 ] |
| Fosse/Verdon                        | 2019      | Гвен Вердон       | Минисерије; такође извршни продуцент  | [ 220 ]         |

### Представе
| Представа          | Год. | Улога       | Позориште                 | Реф.    |
| ------------------ | ---- | ----------- | ------------------------- | ------- |
| Killer Joe         | 1999 | Доти        | Позориште СоХо            | [ 221 ] |
| Smelling a Rat     | 2002 | Мелани-Џејн | Позориште Семјуела Бекета | [ 222 ] |
| The Cherry Orchard | 2004 | Варја       | Позориште у Викијамстауну | [ 223 ] |
| Cabaret            | 2014 | Сели Боулес | Студио 54                 | [ 224 ] |
| Blackbird          | 2016 | Уна         | Позориште Беласко         | [ 225 ] |

## Дискографија
| Саундтрек              | Год. | Песма                                                | Издавачка кућа   | Реф.    |
| ---------------------- | ---- | ---------------------------------------------------- | ---------------- | ------- |
| Моја недеља са Мерилин | 2011 | When Love Goes Wrong, Nothin' Goes Right / Heat Wave | Sony Music       | [ 226 ] |
| Моја недеља са Мерилин | 2011 | It's a Wrap, I Found a Dream                         | Sony Music       | [ 226 ] |
| Моја недеља са Мерилин | 2011 | That Old Black Magic                                 | Sony Music       | [ 226 ] |
| The Greatest Showman   | 2017 | A Million Dreams                                     | Atlantic Records | [ 129 ] |
| The Greatest Showman   | 2017 | "Tightrope"                                          | Atlantic Records | [ 129 ] |

## Награде и номинације

### Главне награде

#### Оскар
| Год. | Дело                   | Категорија                        | Резултат   | Реф.    |
| ---- | ---------------------- | --------------------------------- | ---------- | ------- |
| 2006 | Планина Броукбек       | Најбоља глумица у споредној улози | Номинација | [ 227 ] |
| 2011 | Тужна веза             | Најбоља главна глумица            | Номинација | [ 228 ] |
| 2012 | Моја недеља са Мерилин | Најбоља главна глумица            | Номинација | [ 229 ] |
| 2017 | Манчестер на Мору      | Најбоља глумица у споредној улози | Номинација | [ 230 ] |

#### Филмске награде Британске академије
| Год. | Дело                   | Категорија                        | Резултат   | Реф. |
| ---- | ---------------------- | --------------------------------- | ---------- | ---- |
| 2006 | Планина Броукбек       | Најбоља глумица у споредној улози | Номинација |      |
| 2006 | Планина Броукбек       | Звезда у успону                   | Номинација |      |
| 2012 | Моја недеља са Мерилин | Најбоља глумица у главној улози   | Номинација |      |
| 2017 | Манчестер на Мору      | Најбоља глумица у споредној улози | Номинација |      |

#### Награда Златни глобус
| Год. | Дело                   | Категорија                                                    | Резултат   | Реф.    |
| ---- | ---------------------- | ------------------------------------------------------------- | ---------- | ------- |
| 2006 | Планина Броукбек       | Најбоља споредна глумица у играном филму                      | Номинација |         |
| 2011 | Тужна веза             | Најбоља главна глумица у играном филму (драма)                | Номинација |         |
| 2012 | Моја недеља са Мерилин | Најбоља главна глумица у играном филму (мјузикл или комедија) | Освојено   |         |
| 2017 | Манчестер на Мору      | Најбоља споредна глумица у играном филму                      | Номинација |         |
| 2018 | Цена живота            | Најбоља главна глумица у играном филму (драма)                | Номинација | [ 231 ] |

#### Награда Прајмтајм Еми
| Год. | Дело         | Категорија                                        | Резултат  | Реф. |
| ---- | ------------ | ------------------------------------------------- | --------- | ---- |
| 2019 | Fosse/Verdon | Истакнута кратка серија (као извршни продуцент)   | На чекању |      |
| 2019 | Fosse/Verdon | Најбоља главна глумица у мини-серији или ТВ филму | На чекању |      |

#### НаградаScreen Actors Guild
| Год. | Дело                   | Категорија                          | Резултат   | Реф. |
| ---- | ---------------------- | ----------------------------------- | ---------- | ---- |
| 2004 | The Station Agent      | Најбоља филмска постава             | Номинација |      |
| 2006 | Планина Броукбек       | Најбоља филмска постава             | Номинација |      |
| 2006 | Планина Броукбек       | Истакнута глумица у споредној улози | Номинација |      |
| 2012 | Моја недеља са Мерилин | Истакнута глумица у главној улози   | Номинација |      |
| 2017 | Манчестер на Мору      | Истакнута глумица у споредној улози | Номинација |      |
| 2017 | Манчестер на Мору      | Најбоља филмска постава             | Номинација |      |

#### Награда Тони
| Год. | Дело      | Категорија                  | Резултат   | Реф. |
| ---- | --------- | --------------------------- | ---------- | ---- |
| 2016 | Blackbird | Најбоља глумица у представи | Номинација |      |

### Друге награде и номинације

#### НаградаAACTA
| Год. | Дело                   | Категорија               | Резултат   | Реф. |
| ---- | ---------------------- | ------------------------ | ---------- | ---- |
| 2012 | Моја недеља са Мерилин | Најбоља глумица          | Номинација |      |
| 2017 | Манчестер на Мору      | Најбоља споредна глумица | Номинација |      |

#### Награде Академије канадског биоскопа и телевизије
| Год. | Дело     | Категорија             | Резултат   | Реф. |
| ---- | -------- | ---------------------- | ---------- | ---- |
| 2012 | Прати ме | Најбоља главна глумица | Номинација |      |

#### Награда Избор критичара
| Год. | Дело                   | Категорија               | Резултат   | Реф. |
| ---- | ---------------------- | ------------------------ | ---------- | ---- |
| 2006 | Планина Броукбек       | Најбоља споредна глумица | Освојено   |      |
| 2011 | Тужна веза             | Најбоља глумица          | Номинација |      |
| 2012 | Моја недеља са Мерилин | Најбоља глумица          | Номинација |      |
| 2016 | Манчестер на Мору      | Најбоља споредна глумица | Номинација |      |
| 2016 | Манчестер на Мору      | Најбоља филмска постава  | Номинација |      |

#### Награда Готам
| Год. | Дело             | Категорија              | Резултат   | Реф. |
| ---- | ---------------- | ----------------------- | ---------- | ---- |
| 2005 | Планина Броукбек | Најбоља филмска постава | Номинација |      |

#### Холивуд филмски фестивал
| Год. | Дело                   | Категорија                            | Резултат | Реф. |
| ---- | ---------------------- | ------------------------------------- | -------- | ---- |
| 2011 | Моја недеља са Мерилин | Холивудска награда за најбољу глумицу | Освојено |      |

#### НаградаIndependent Spirit
| Год. | Дело                   | Категорија               | Резултат   | Реф. |
| ---- | ---------------------- | ------------------------ | ---------- | ---- |
| 2005 | Земља изобиља          | Најбоља главна глумица   | Номинација |      |
| 2006 | Планина Броукбек       | Најбоља споредна глумица | Номинација |      |
| 2009 | Венди и Луси           | Најбоља главна глумица   | Номинација |      |
| 2011 | Тужна веза             | Најбоља главна глумица   | Номинација |      |
| 2012 | Моја недеља са Мерилин | Најбоља главна глумица   | Освојено   |      |

#### Филмске и ТВ МТВ награде
| Год. | Дело                   | Категорија             | Резултат   | Реф. |
| ---- | ---------------------- | ---------------------- | ---------- | ---- |
| 2012 | Моја недеља са Мерилин | Најбоља трансформација | Номинација |      |

#### НаградаSatellite
| Год. | Дело                   | Категорија               | Резултат   | Реф. |
| ---- | ---------------------- | ------------------------ | ---------- | ---- |
| 2010 | Тужна веза             | Најбоља глумица          | Номинација |      |
| 2011 | Моја недеља са Мерилин | Најбоља глумица          | Номинација |      |
| 2017 | Манчестер на Мору      | Најбоља споредна глумица | Номинација |      |

#### Награда Удружења телевизијских критичара
| Год. | Дело         | Категорија                      | Резултат | Реф. |
| ---- | ------------ | ------------------------------- | -------- | ---- |
| 2019 | Fosse/Verdon | Индивидуално постигнуће у драми | Освојено |      |

#### Награда Избор тинејџера
| Год. | Дело               | Категорија                                   | Резултат   | Реф. |
| ---- | ------------------ | -------------------------------------------- | ---------- | ---- |
| 2010 | Затворено острво   | Награда избор тинејџера – Хорор/трилер       | Номинација |      |
| 2013 | Оз, велики и моћни | Награда избор тинејџера – Сај-фај/фантастика | Номинација |      |

#### Награда за младог уметника
| Год. | Дело                          | Категорија                                              | Резултат   | Реф. |
| ---- | ----------------------------- | ------------------------------------------------------- | ---------- | ---- |
| 1995 | Lassie                        | Најбољи наступ младе глумице у филму                    | Номинација |      |
| 1999 | Halloween H20: 20 Years Later | Најбољи наступ у играном филму – млада споредна глумица | Номинација |      |
| 2000 | Dick                          | Најбољи наступ у играном филму – млада главна глумица   | Номинација |      |

#### Удружење критичара и друге награде
| Год. | Дело                                | Категорија                                                                         | Резултат   | Реф. |
| ---- | ----------------------------------- | ---------------------------------------------------------------------------------- | ---------- | ---- |
| 2000 | Кад би ови зидови могли да говоре 2 | Награда Луси за изврсност за филм направљен за телевизију                          | Освојено   |      |
| 2005 | Планина Броукбек                    | Награда Удружења филмских критичара из Чикага за најбољу споредну глумицу          | Номинација |      |
| 2005 | Планина Броукбек                    | Онлајн награда Друштва филмских критичара за најбољу споредну женску улогу         | Номинација |      |
| 2005 | Планина Броукбек                    | Награда Круга филмских критичара из Ванкувера за најбољу споредну глумицу          | Номинација |      |
| 2005 | Планина Броукбек                    | Награда Удружења филмских критичара округа Вашингтон за најбољу споредну глумицу   | Номинација |      |
| 2008 | Венди и Луси                        | Онлајн награда Друштва филмских критичара за најбољу главну женску улогу           | Освојено   |      |
| 2008 | Венди и Луси                        | Награда Удружења филмских критичара из Торонта за најбољу глумицу                  | Освојено   |      |
| 2008 | Венди и Луси                        | Награда Националног друштва филмских критичара за најбољу глумицу                  | Номинација |      |
| 2010 | Тужна веза                          | Награда Круга филмских критичара из Сан Франциска за најбољу глумицу               | Освојено   |      |
| 2010 | Тужна веза                          | Награда Удружења филмских критичара из Чикага за најбољу глумицу                   | Номинација |      |
| 2010 | Тужна веза                          | Награда Удружења филмских критичара у Далас-Форт Ворту за најбољу глумицу          | Номинација |      |
| 2010 | Тужна веза                          | Награда Удружења филмских критичара из Денвера за најбољу глумицу                  | Номинација |      |
| 2010 | Тужна веза                          | Награда Друштва филмских критичара из Детроита за најбољу глумицу                  | Номинација |      |
| 2010 | Тужна веза                          | Награда Друштва филмских критичара из Сан Дијега за најбољу глумицу                | Номинација |      |
| 2010 | Тужна веза                          | Награда Удружења филмских критичара из Торонта за најбољу споредну глумицу         | Номинација |      |
| 2011 | Моја недеља са Мерилин              | Награда Друштва филмских критичара у Бостону за најбољу споредну глумицу           | Освојено   |      |
| 2011 | Моја недеља са Мерилин              | Награда Удружења филмских критичара из Чикага за најбољу глумицу                   | Освојено   |      |
| 2011 | Моја недеља са Мерилин              | Награда Друштва филмских критичара из Детроита за најбољу глумицу                  | Освојено   |      |
| 2011 | Моја недеља са Мерилин              | Награда Круга филмских критичара Флориде за најбољу глумицу                        | Освојено   |      |
| 2011 | Моја недеља са Мерилин              | Награда Удружења филмских критичара из Торонта за најбољу глумицу                  | Освојено   |      |
| 2011 | Моја недеља са Мерилин              | Награда Удружења филмских критичара округа Вашингтон за најбољу глумицу            | Освојено   |      |
| 2011 | Моја недеља са Мерилин              | Награда Друштва филмских критичара у Хјустону за најбољу глумицу                   | Номинација |      |
| 2011 | Моја недеља са Мерилин              | Награда Круга филмских критичара из Лондона за глумицу године                      | Номинација |      |
| 2011 | Моја недеља са Мерилин              | Награда Круга филмских критичара из Њујорка за најбољу глумицу                     | Runner-up  |      |
| 2011 | Моја недеља са Мерилин              | Онлајн награда Друштва филмских критичара за најбољу главну женску улогу           | Номинација |      |
| 2011 | Моја недеља са Мерилин              | Награда Друштва филмских критичара из Сан Дијега за најбољу глумицу                | Номинација |      |
| 2011 | Моја недеља са Мерилин              | Награда Удружења филмских критичара Ст. Луис Гејтвеј за најбољу глумицу            | Runner-up  |      |
| 2011 | Моја недеља са Мерилин              | Награда Круга филмских критичара из Ванкувера за најбољу глумицу                   | Номинација |      |
| 2012 | Прати ме                            | Награда Друштва филмских критичара из Сан Дијега за најбољу глумицу                | Освојено   |      |
| 2012 | Прати ме                            | Награда Друштва филмских критичара из Детроита за најбољу глумицу                  | Номинација |      |
| 2012 | Прати ме                            | Награда Круга филмских критичара из Ванкувера за најбољу глумицу у канадском филму | Освојено   |      |
| 2016 | Манчестер на Мору                   | Награда Удружења филмских критичара из Чикага за најбољу споредну глумицу          | Освојено   |      |
| 2016 | Манчестер на Мору                   | Награда Круга филмских критичара Флориде за најбољу споредну глумицу               | Освојено   |      |
| 2016 | Манчестер на Мору                   | Награда Националног удружења филмских критичара за најбољу споредну глумицу        | Освојено   |      |
| 2016 | Манчестер на Мору                   | Награда Друштва филмских критичара у Сан Дијегу за најбољу споредну глумицу        | Освојено   |      |
| 2016 | Манчестер на Мору                   | Награда Интернационалног филмског фестивала Санта Барбара                          | Освојено   |      |
| 2016 | Манчестер на Мору                   | Награда Удружења филмских критичара из Торонта за најбољу споредну глумицу         | Освојено   |      |
| 2016 | Манчестер на Мору                   | Награда Круга филмских критичара из Ванкувера за најбољу споредну глумицу          | Освојено   |      |
| 2016 | Манчестер на Мору                   | Награда Друштва филмских критичара у Бостону за најбољу споредну глумицу           | Runner-up  |      |
| 2016 | Манчестер на Мору                   | Награда Удружења филмских критичара Ст. Луис Гејтвеј за најбољу споредну глумицу   | Runner-up  |      |
| 2016 | Манчестер на Мору                   | Награда Савеза женских филмских новинара за најбољу споредну глумицу               | Номинација |      |
| 2016 | Манчестер на Мору                   | Награда Удружења филмских критичара у Далас-Форт Ворту за најбољу споредну глумицу | Номинација |      |
| 2016 | Манчестер на Мору                   | Награда Друштва филмских критичара у Детроиту за најбољу споредну глумицу          | Номинација |      |
| 2016 | Манчестер на Мору                   | Награда Друштва филмских критичара у Хјустону за најбољу споредну глумицу          | Номинација |      |
| 2016 | Манчестер на Мору                   | Награда Круга филмских критичара из Сан Франциска за најбољу споредну глумицу      | Номинација |      |
| 2016 | Манчестер на Мору                   | Награда Удружења филмских критичара округа Вашингтон за најбољу споредну глумицу   | Номинација |      |
| 2016 | Манчестер на Мору / Одабране жене   | Награда Њујоршких филмских критичара за најбољу споредну глумицу                   | Освојено   |      |